# Coquifrankolijn
De coqui-frankolijn (Campocolinus coqui;  synoniemen: Peliperdix coqui en Francolinus coqui) is een vogel uit de familie fazantachtigen (Phasianidae). De soort is voor het eerst geldig gepubliceerd in 1836 door Andrew Smith.

## Voorkomen
De soort komt wijdverbreid voor in Afrika en telt 4 ondersoorten:
- C. c. spinetorum: van Mauritanië en Mali tot noordelijk Nigeria.
- C. c. maharao: zuidelijk Ethiopië en centraal en oostelijk Kenia.
- C. c. hubbardi: westelijk en zuidelijk Kenia en noordelijk Tanzania.
- C. c. coqui: van Gabon, Congo-Kinshasa tot zuidelijk Kenia, Oeganda en Zuid-Afrika.

## Beschermingsstatus
Op de Rode Lijst van de IUCN heeft de soort de status veilig.